# 박경훈 (1909년)
박경훈(朴景勳, 1909년 10월 20일 ~ 1973년 3월 5일)은 일제강점기의 은행원, 기업인이자 대한민국의 기업인, 정치인, 언론인이다. 제주도(島)가 제주도(道)로 승격되자 초대 도지사가 되었다. 1980년 당시 총리 서리 겸 대통령 권한대행을 지낸 박충훈의 친형이다. 호는 우석(又金+石)이다.

## 생애

### 은행원, 기업인 활동
1909년(융희 3년)10월20일 소매상과 무역업자이며 제주도 지역의 갑부 중 하나였던 박종실(朴宗實)의 4남 1녀 중 장남으로 태어났다. 넷째 동생 박충훈은 지방공무원 서기로 출발해서 상공부 장관과 국무총리 서리, 대통령 권한대행을 역임하였다. 아버지 박종실은 1910년 한일 합방 직후 제주도내 칠성통에 박종실 상점을 개업하였고 소매상 외에 무역업을 하였다. 훗날 아버지 박종실은 제주도상공회의소의 제1대 회장에 선임되었다.
군정기 때 제주도 보건위생국장을 지내고 훗날 제주도립병원 원장과 외과의원을 개원한 박영훈은 그의 동생이다.
그는 일찍이 경성부로 유학, 경성공립중학교를 진학했다. 경성공립중학교 졸업 후에는 경성제국대학 법문학부를 졸업하였다. 대학 졸업 후 호남은행에 입사하여 은행원이 되었으며, 나중에 호남은행 순천지점 차장을 거쳐 호남은행 전라남도 광주 본점 차장으로 근무하였다.

### 군정기 제주도사 및 도지사
1945년 9월 미 군정에서 오노 타라이시 조선총독부 제주도사를 파면하고 김문희를 임시 도사대리 겸 부도사로 임명했으며, 도사 적임자로 안세훈이 추천받았으나 중앙 군정청이 허가해 주지 않아 제주도 군정장관 스타우트와 김문희는 그와 경도제대(京都帝大) 출신의 전남도청 직원 문종철(文鍾哲)을 도지사 후보자로 추천했다. 그러나 그가 도사로 낙점되었다.
1946년 2월 제주도사(島司)로 부임했으며, 그해 7월 제주도가 도에서 도로 승격되면서 미군정은 한때 다른 인물을 찾았지만 여의치 않아, 8월 1일 전라남도에서 제주도(濟州島)가 분리되어 도로 승격되면서 그가 초대 도지사가 되었다.
미 군정 주둔 후 셔먼 A. 스타우트(Thurman A. Stout) 미국 육군 소령과 통역관을 사이에 두고 한 사무실에 근무했다. 1949년 미군이 철수할 때까지 계속되었다. 그러나 1947년 3월 1일의 좌익 시위에 제주도주둔 미군 연대가 발포사격을 가하면서 주민 6명이 사망하자, 3월 10일부터는 제주도청 공무원이 파업을 시작, 각 분야에서 파업이 확산되었다. 그는 4월 7일 책임을 지고 사직서를 제출했다. 도지사 퇴임 후 대외활동을 그만두었다.
1947년 7월 민주주의민족전선 제주도지부의 공동위원장에 추대되었다가 미 군정으로부터 한때 좌익분자로 의심받기도 했다. 그가 민전 제주지부 공동위원장에 추천되자 언론에 보도되었고 이는 화제가 되었다.

### 생애 후반
1947년 10월 신문사 제주신보사를 인수하여 사장에 취임하였으나, 제주신보사 편집국장 김호진이 빨치산 삐라를 인쇄하다가 제주도 주둔 미군에게 발각되면서 신문사 사주였던 박경훈도 불온 유인물에 관련된 좌익인사로 보고 같이 구속되기도 했다. 그러나 혐의점이 없어 훈방조치만 받고 바로 석방되었다.
1949년 서울로 건너가 생활하다가 1950년 6.25 전쟁이 발생해 부산으로 피난, 이후 부산에서 오래 생활하였다. 그 뒤 제주도와 서울을 오고 가면서며 사업을 하였다. 1966년 조부와 부친, 동생이 사망하자 가업을 잇기 위해 제주도로 내려와 거주했으며, 1973년 3월 5일 갑작스러운 심장마비로 사망했다.

### 사후
시신은 제주시 오라동에 안장되었다.

## 가족 관계
- 아버지: 박종실(朴宗實, 1885년 ~ 1966년)
  - 동생: 박영훈(朴永勳, 1912년 ~ 1966년, 외과의사 제주도립병원 원장)
  - 동생: 박태훈(朴泰勳, 제주남양방송사 사장),
  - 동생: 박충훈(朴忠勳)
  - 여동생: ?
  - 매부: 고광림(高光林, 주미한국대사관 공사, 대학 교수)

## 같이 보기
- 제주도사
- 박충훈
- 김문희
- 4.3 사건
- 3.1 발포 사건
- 여순 사건
- 민족주의 민주전선
- 호남은행